# Mariä-Geburt-Kathedrale (Zaječar)

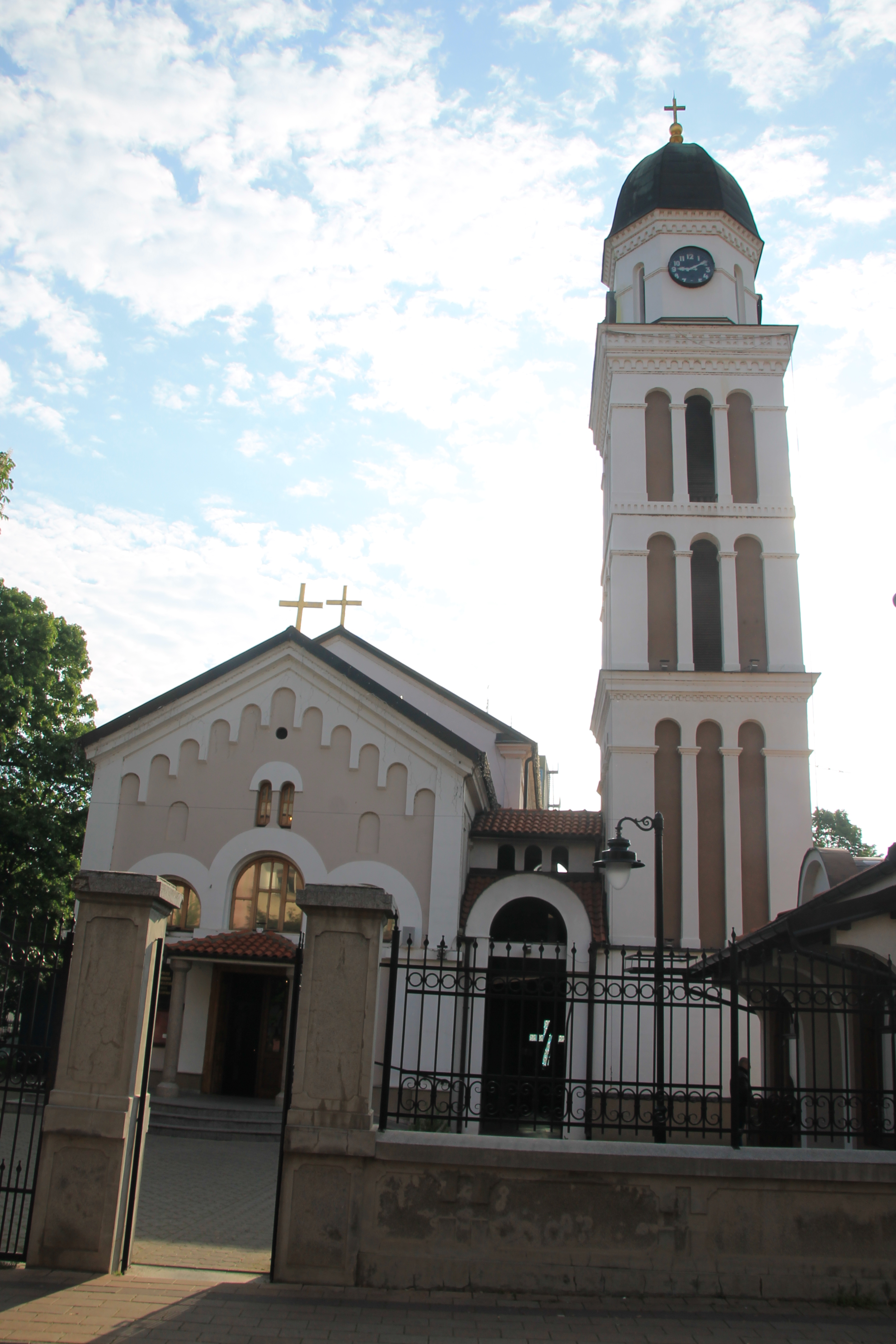
Die Mariä-Geburt-Kathedrale

Die Mariä-Geburt-Kathedrale, auch Kathedrale zur Geburt der Allerheiligsten Gottesgebärerin (serbisch: Саборна Црква Рождества Пресвете Богородице, Saborna Crkva Roždestva Presvete Bogorodice) in der Stadt Zaječar, ist eine Serbisch-orthodoxe Kathedrale, in Ostserbien.
Die 1834 erbaute Kathedrale ist der Geburt der Allerheiligsten Gottesgebärerin Maria, der Mutter von Jesus Christus, geweiht und ist der Sitz der Pfarreien I-VI im Dekanat Zaječar der Eparchie Timok der Serbisch-orthodoxen Kirche. Das Gotteshaus ist zudem die Kathedralkirche der Eparchie Timok und Sitz des Dekanats Zaječar.
Die Mariä-Geburt-Kathedrale stellt als unbewegliches Kulturgut ein Kulturdenkmal dar und steht unter staatlichem Schutz.

## Lage
Die Kathedrale befindet sich im Zentrum der ostserbischen Stadt Zaječar. Das Gotteshaus steht nicht weit weg vom Ufer des Flusses Timok, einem rechten Nebenfluss der Donau.
Unweit der Kathedrale stehen die Grundschule Ljuba Nešić, die Musikschule Stevan Mokranjac, die Grundschule Desanka Maksimović, das Theater Zoran Radmilović, Haupttheater der Timočka Krajina und die Bibliothek Svetozar Marković.
Im großen umzäunten Kathedraleninnenhof mit einem schön hergerichteten Plateau und einer großen Parkanlage mit vielen Bäumen und Parkbänken, stehen neben der Kathedrale und dem Glockenturm, auch ein Kirchbrunnen, ein Kirchladen und ein großer Kerzenständer. Westlich der Kathedrale, gegenüber dem Westeingang, befindet sich der Bischofspalast.

## Geschichte

### Vorgeschichte zum Bau
Seit der Eroberung Serbiens im Jahre 1459, bis zum Jahre 1830, bedingt durch die jahrhundertelange Osmanische Herrschaft, stand in Zaječar keine einzige orthodoxe Kirche mehr. Zwischen der heutigen Kathedrale und der Grundschule Ljuba Nešić befand sich ein Brunnen mit einem alten geweihten Ulmenbaum, an dessen Westseite ein Kreuz geschnitzt war, und um den sich die Bevölkerung zu den Feiertagen versammelte und betete.
Neben der Ulme wurde im Jahr 1830, mit der Erlaubnis des osmanischen Offiziers Ferad-Aga, eine kleine Kapelle aus Brettern errichtet, die für sehr kurze Zeit nur den notwendigsten kirchlichen Zwecken diente und im Jahr darauf zum ersten kleinen Kirchengebäude heranwuchs.
Im selben Jahr wurde mit der schulischen Ausbildung der Kinder begonnen. Durch sein beherztes Engagement bewirkte Knes Sima Nikolić, dass 1831 in Zaječar die erste Grundschule eröffnet wurde, die sich im heutigen Kathedralenhof befand.
Aufgrund ihrer Lage direkt an der östlichen Staatsgrenze war die spätere Eparchie Timok, allen schweren Folgen durch kriegerische Auseinandersetzungen ausgesetzt, die Serbien von dieser Seite her erreichten. In fast jedem Konflikt, zuerst mit den Türken und dann mit Bulgarien, wurden Kirchen zerstört, Kircheneigentum vernichtet und die Geistlichen getötet und verfolgt. Aus diesem Grund durften in der Eparchie keine großen und teuren Kirchengebäude errichtet werden. Mit Ausnahme alter Klöster und Kirchenruinen stammen die ältesten Kirchen aus dem 18. Jahrhundert. Diese Kirchen waren meist klein, an abgelegenen Orten gelegen und bestanden aus schwachen Baumaterialien, wie Lehm(-ziegeln) und Holzbrettern.
Den Mangel an Kirchen kompensierte die Bevölkerung durch das Abhalten der Gottesdienste in den alten Kirchenruinen und unter freiem Himmel bei den geweihten Bäumen. Da Zaječar bis 1830 keine eigene Kirche hatte, wurde für diese Zwecke unter anderem auch die Klosterkirche Hl. Apostel Peter und Paul des Klosters Grlište genutzt.
Nach der endgültigen Befreiung von den Osmanen und der Angliederung der Gegend an das damalige Fürstentum Serbien im Jahre 1833, stellte der Fürst, Miloš Obrenović, bei einem Besuch der Stadt im Sommer 1833, mit Bedauern fest, dass das religiös-orthodoxe Leben in Zaječar sehr verkümmert worden war.
Nach der Aufhebung des Patriarchats von Peć durch die Osmanen, im Jahr 1766, war das Gebiet der Timočka Krajina bis 1834 Teil der Metropolie Vidin. Da Fürst Miloš Obrenović, die wichtige Rolle und Bedeutung der orthodoxen Kirche in diesem Landesteil Serbiens kannte, wurde auf seine Initiative hin, 1834 die neue Eparchie Timok gegründet und der Entschluss gefasst eine Kathedrale in Zaječar zu erbauen.
Nach der Gründung der Eparchie, wurde der damalige Mönch, Dositej, gebürtig aus der Nähe der Stadt Prilep, in der Kathedrale der zentralserbischen Stadt Kragujevac, zum ersten Bischof der Eparchie Timok, geweiht. Bis zum Baubeginn der Kathedrale war die kleine Kirche aus dem Jahre 1831, die Kathedralkirche der Eparchie, in der Bischof Dositej zu Ostern 1834 seine erste feierliche Liturgie, hielt.

### Die Mariä-Geburt-Kathedrale
Im April 1834, wurde mit dem Segen des Bischofs Dositej, der Bau der Kathedrale begonnen, der mit Hilfe der Bewohner der umliegenden Dörfer, in sechs Monaten zur Fertigstellung gebracht wurde. Die schnelle Bauzeit der Kathedrale wurde durch die Unterstützung des Fürsten Miloš Obrenović (der den staatlichen Stellen angewiesen hatte, alle Bedingungen für den sofortigen Bau der Kathedrale (Mensch, Material etc.) zu schaffen, was diese auch rasch umsetzen) ermöglicht.
Als die Kathedrale fertiggestellt war, schickte Fürst Miloš persönlich genaue Anweisungen darüber, wo eine Gedenktafel mit einer Inschrift in die Kathedrale gemeißelt werden sollte, sowie über den Inhalt des Textes. Diese Gedenktafel ist bei einer der späteren Renovierungsarbeiten an der Kathedrale, verschollen gegangen. Die Mariä-Geburt-Kathedrale wurde Ende Oktober 1834 fertiggestellt. Der Baumeister blieb unbekannt.
Am 23. Dezember 1834 wurde die Kathedrale, vom damaligen Bischof der Eparchie Timok, Dositej, feierlich eingeweiht. Bischof Dositej verfügte in seinem Bischofspalast auch über eine Kapelle mit allen notwendigen liturgischen Büchern; heute wird sein, in griechischer Sprache verfasstes bischöfliches Gottesdienstbuch, in der Eparchie-Bibliothek aufbewahrt.
Erwähnenswert ist, dass Bischof Dositej im Jahr 1839, seine Residenz und den Sitz der Eparchie in die Stadt Negotin verlegte, da die Bevölkerung von Zaječar (in den Augen des Bischofs) zu wenig in die Kirche ging und der von diesem Zustand verärgerte Bischof die ständig leere Kirche satt hatte. Erst 1890 wurde der Sitz der Eparchie nach Zaječar zurückverlegt.
Die Kathedrale wurde 1840 von Georgije Bakalović, einem bekannten Maler aus der Stadt Sremski Karlovci, mit Wandmalereien bemalt. Auch malte Georgije Bakalović die ersten Ikonen der Ikonostase.
Im Serbisch-Türkischen Krieg, 1876, steckten die Türken das Gotteshaus in Brand, wobei die Wandmalereien und die Ikonen der unteren Ikonostasenzone verbrannten oder zerstört wurden.
Die verbrannten Ikonen wurden durch neue ersetzt. Diese Ikonen wurden um 1880 vom bekannten Maler Nikola Marković unter der Beteiligung seines Schülers und Mitarbeiters, dem ebenfalls bekannten Maler Stevan Todorović gemalt. Auf der Ikonostase sind die verschiedenen Malstilrichtungen der verschiedenen Maler gut erkennbar, während sich die Ikonendarstellungen der oberen Zonen der Ikonostase (Werke des Georgije Bakalović) an den alten Maltraditionen halten, sind die Ikonen der unteren Ikonostasenzone (Werke von Marković und Todorović) im Geiste des Romantik gehalten.
Im Jahr 1898 zur Zeit der Regentschaft von König Aleksandar Obrenović und mit dem Segen des damaligen Bischofs der Eparchie Timok, Melentije, wurde die Kathedrale um einen Narthex im Westen erweitert, ein Chorbalkon errichtet und ein Glockenturm mit fünf Glocken gebaut, die 1899 in Kragujevac gegossen wurden (eine davon war ein Geschenk des Kaufmanns Jota Pašić, die anderen vier waren Geschenke der Stadt Zaječar). Man geht davon aus, dass die Inschrift des Fürsten Miloš Obrenović, damals verschwand und durch eine neue ersetzt wurde, die noch heute besteht.
Einige Jahre später erhielt die Kirche auch neue Wanddekorationen: Kompositionen mit Szenen aus dem Leben Christi wurden 1906 von Mihajlo Vrbica gemalt, einem Kunstprofessor am Gymnasium von Zaječar, während Darstellungen von verschiedenen Heiligen in der Zwischenkriegszeit von Vladimir Predojević, einem akademischen Maler aus Belgrad, gemalt wurden. In den 1930er Jahren wurde die Kathedrale großflächig restauriert.
1944 während des Zweiten Weltkriegs bei der Schlacht um die Befreiung der Stadt, von den Deutschen, wurde in einem Keller bei dem Stadt-Theater von Zaječar, von rund 20 Augenzeugen, eine Erscheinung der Allerheiligsten Gottesgebärerin Maria, beobachtet. Nach diesem wundersamen Ereignis wurde mit dem Segen des damaligen Bischofs der Eparchie Timok, Emilijan, eine Ikone (im Malstil der wundertätigen Gottesmutterikone von Peć) gemalt. Diese Ikone wird in der Kathedrale aufbewahrt und ist auch als Gottesmutterikone von Zaječar (ikona Bogorodica Zaječarska) bekannt.
Die Wandmalereien im Kircheninnenraum wurden Anfang der 1990er Jahre von ukrainischen Meistern neu gestaltet. Im ersten Jahrzehnt des 21. Jahrhunderts erhielt der Kathedralenhof einen neuen Zaun, im Glockenturm wurden neue Glocken installiert, es wurde am Haupteingang an der Westfassade ein Eingangsportal errichtet, ein großer Kerzenständer zum Kerzen entzünden aufgestellt, das Plateau rund um die Kathedraleninnenhof wurde neu angelegt.
2019 wurde ein großer Kirchenladen gebaut. Rund um die Kathedrale befinden sich mehrere Gräber mit erhaltenen Inschriften.
Von 2021 bis 2024 wurde der Kathedraleninnenraum mit künstlerisch wertvollen Fresken auf einem goldenen Hintergrund bemalt. Diese Fresken wurden im Typus des alten serbisch-byzantinischen Stil gemalt. Und erinnern an die Freskenmotivgestaltung von vielen mittelalterlichen serbischen Klosteranlagen.
Am 3. November 2024, angesichts des 190. Jubiläum der Eparchie und der Kathedrale, besuchte der derzeitige serbische Patriarch, Porfirije, Zaječar und leitete persönlich die Hl. Liturgie in der Kathedrale.

## Architektur
Die einschiffige Kathedrale wurde im serbisch-byzantinischen Architekturstil, mit einer großen erweiternden von Außen mehrseitigen und im Inneren halbrunden Altar-Apsis im Osten, im östlichen Ende des Naos gelegenen kleineren Seitenkonchen und einem nachträglich angebauten Narthex im Westen erbaut.
Der freistehende hohe Glockenturm wurde nachträglich mit einem kleinen Anbau mit der Südfassade des Narthex verbunden. Der von einer rundlichen Kuppelhaube gekrönte Glockenturm besitzt in der oberen Geschoßetage, zu den vier Himmelsrichtungen, jeweils eine Uhr mit Mechanismus. Auf dem oberen Ende der Kuppel befindet sich ein großes vergoldetes Kreuz.
Die Kathedrale besitzt drei vergoldete Kirchenkreuze. Eines am Anfang der Vorhalle und jeweils eines am West- und Ostende des Naos. Der Haupteingang der Kathedrale mitsamt nachträglich angebauten säulengestützten Eingangsportal befindet sich an der Westfassade. Mehrere Nebeneingänge befinden sich an der Nord- und Südfassade. Auch neues hölzernes Chorgestühl ist an den Seitenwänden des Kircheninnenraum platziert.

## Galerie

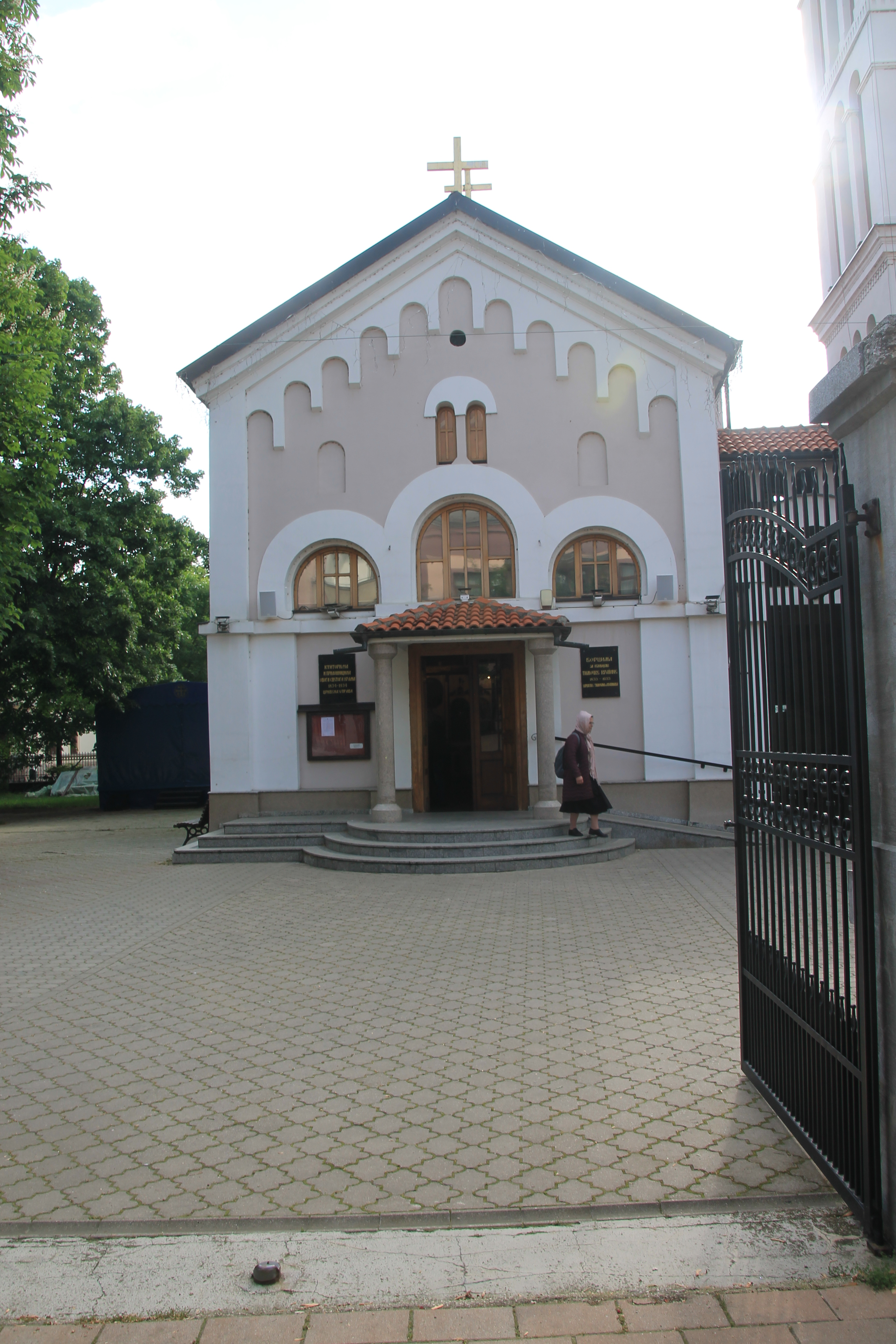
Westansicht der Kathedrale
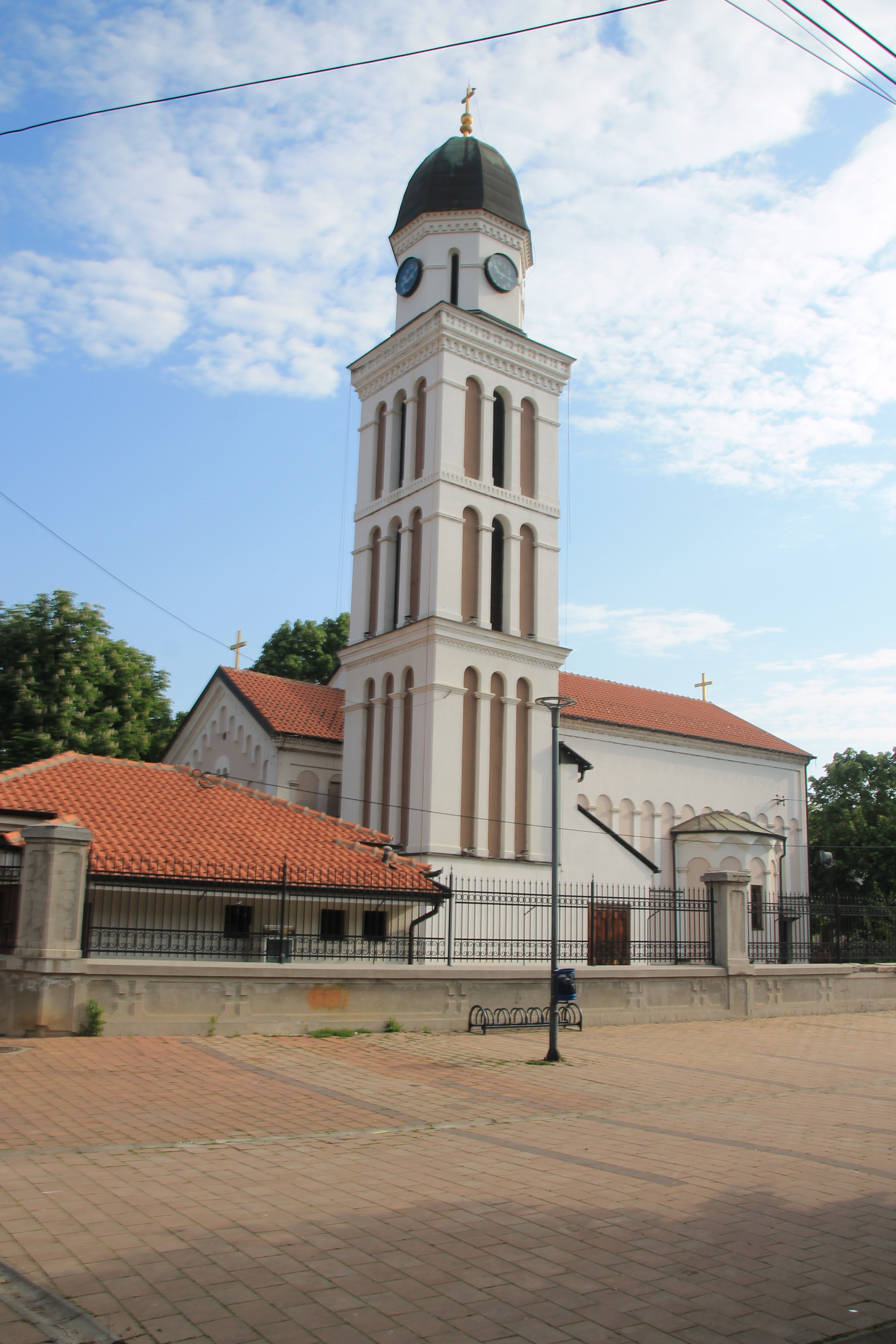
Blick auf den freistehenden Kirchturm
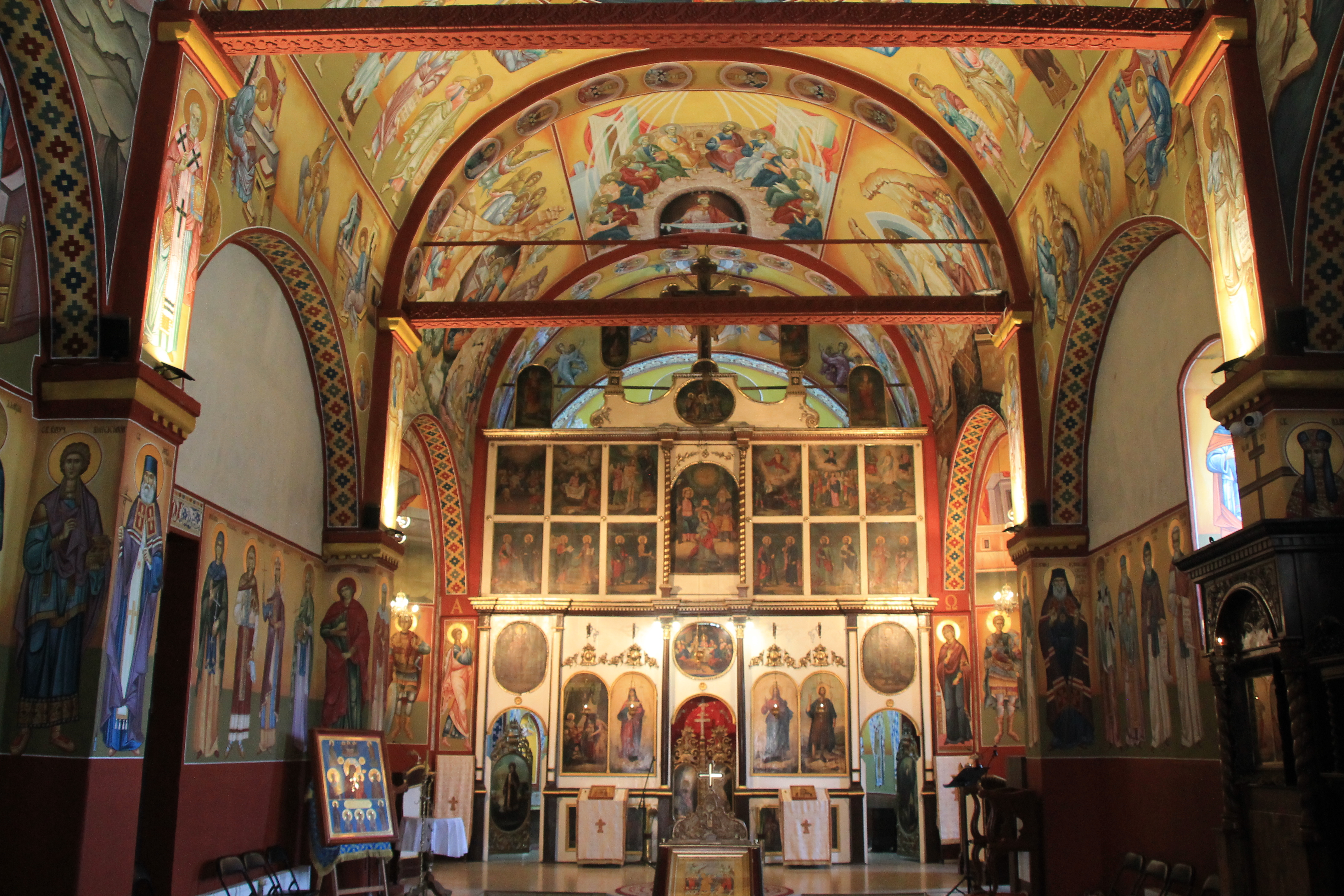
Blick in den Kircheninnenraum
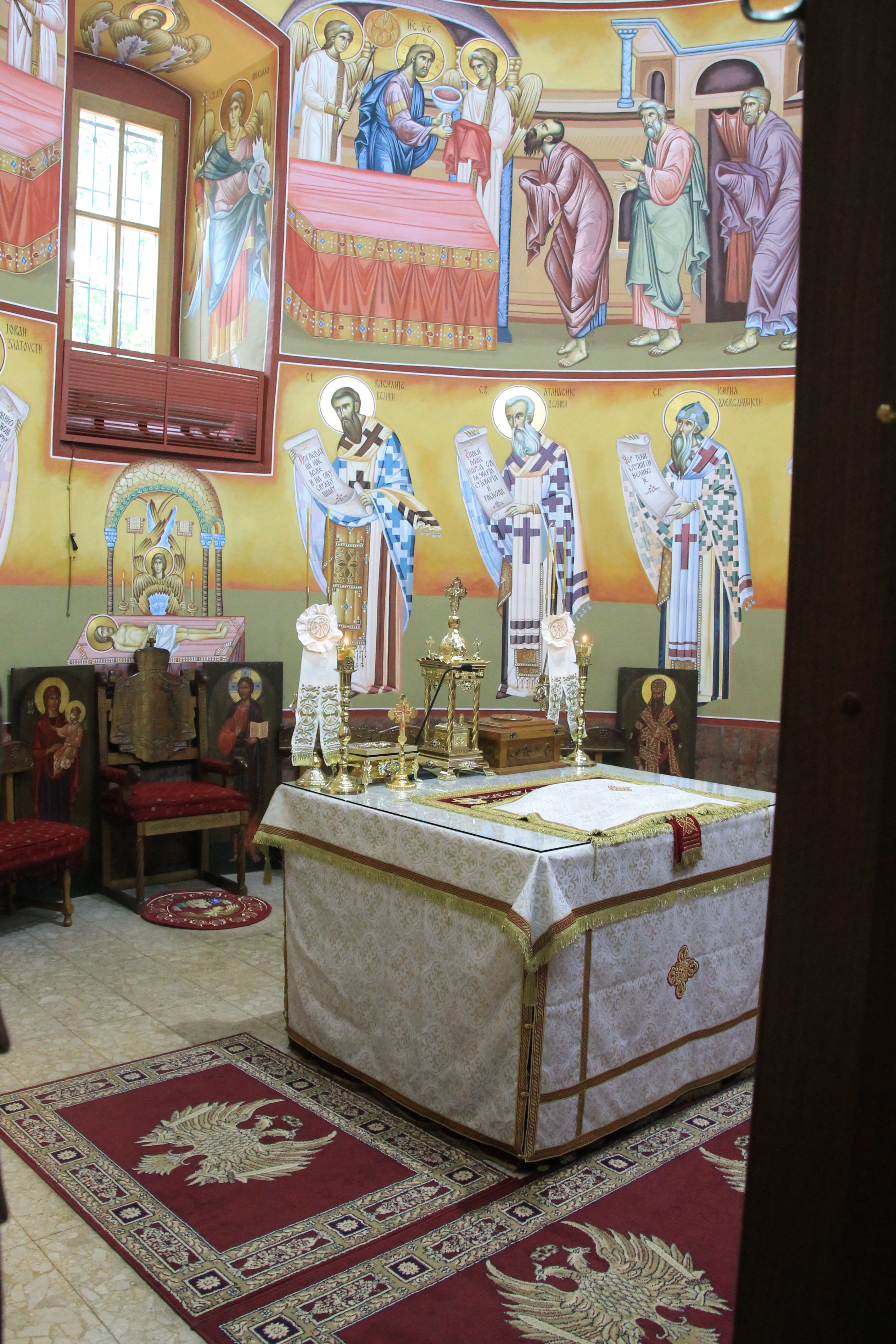
Blick in den Altarbereich
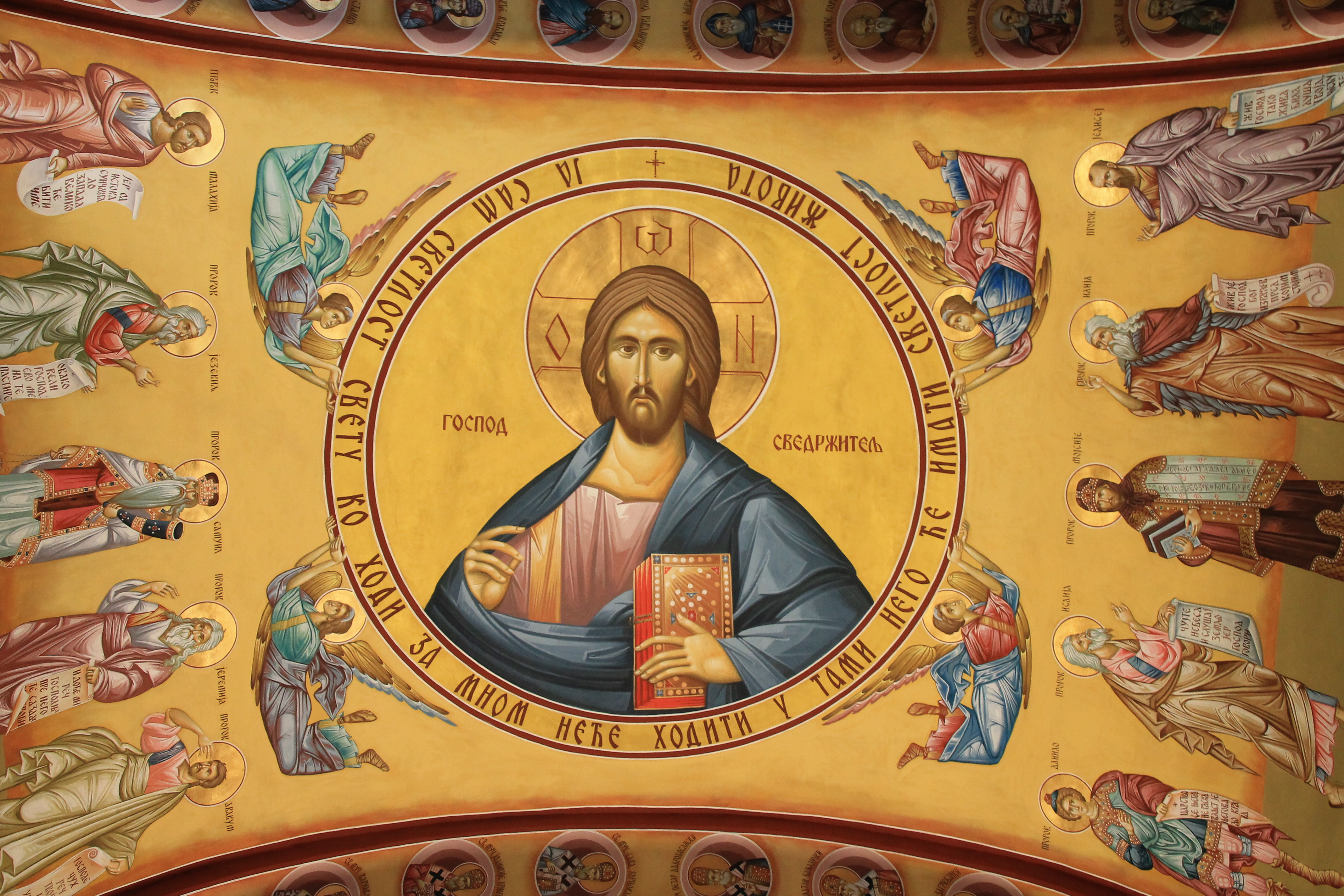
Die Freske Christus Pantokrator
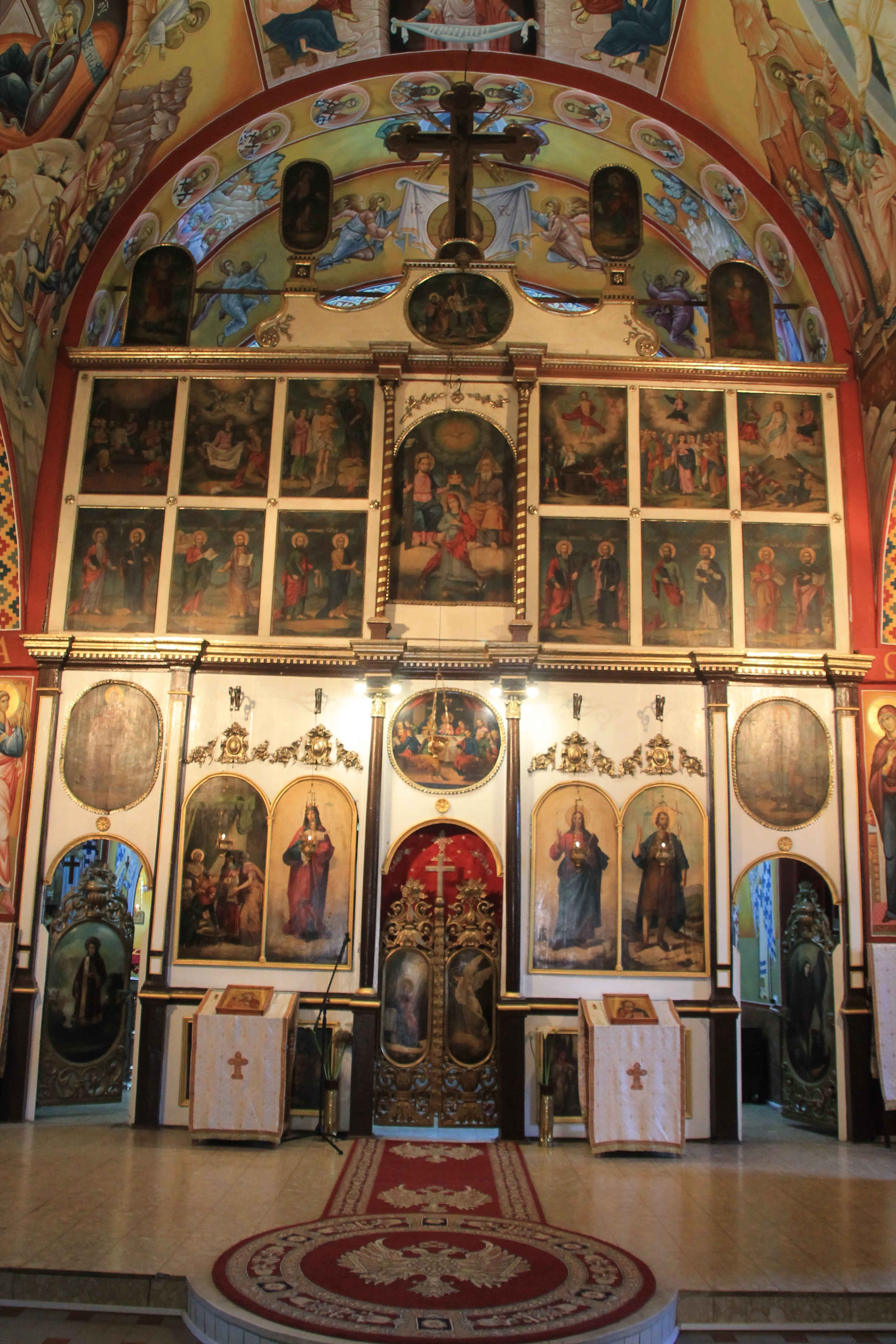
Die Ikonostase der Kirche
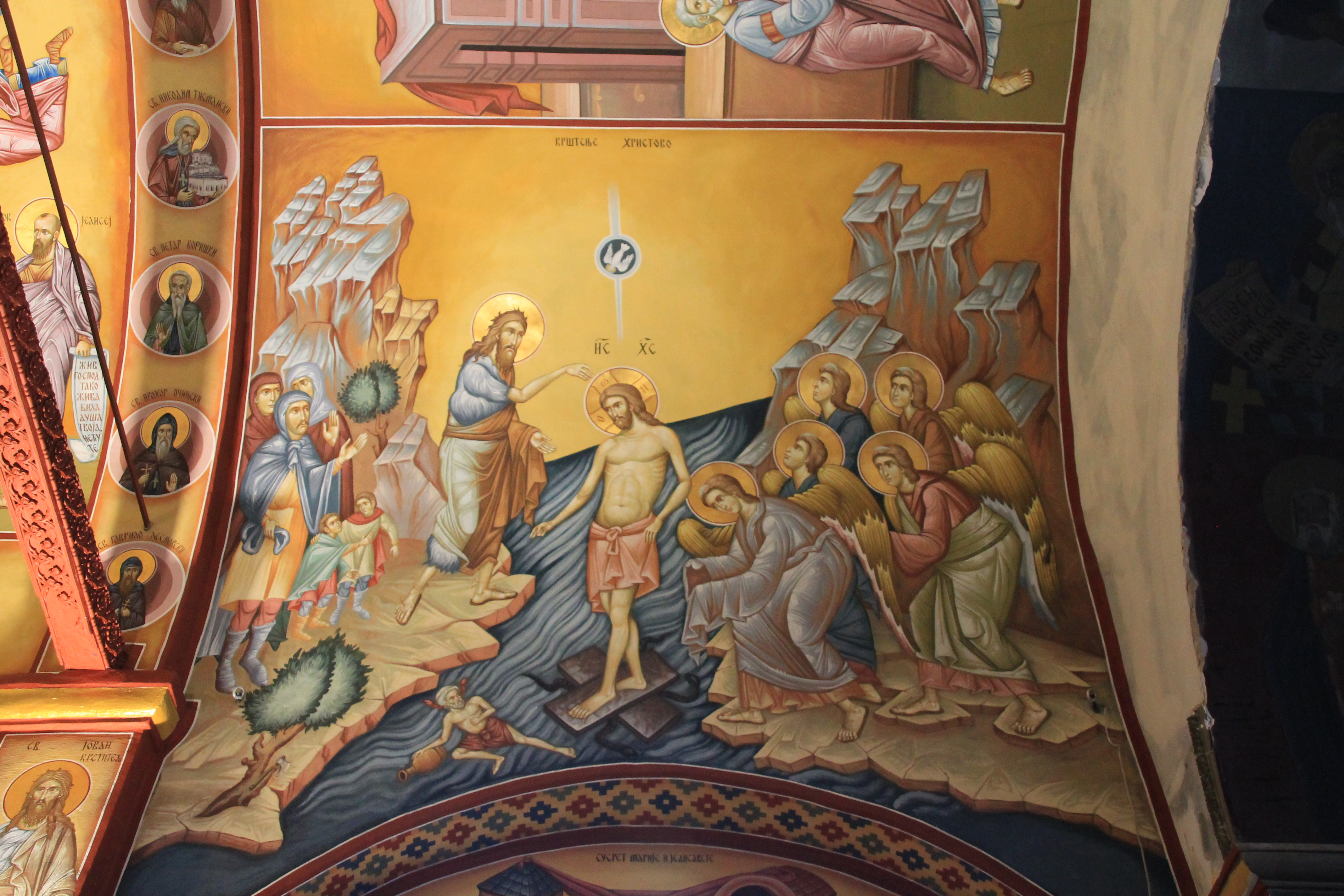
Freske der Taufe Christi
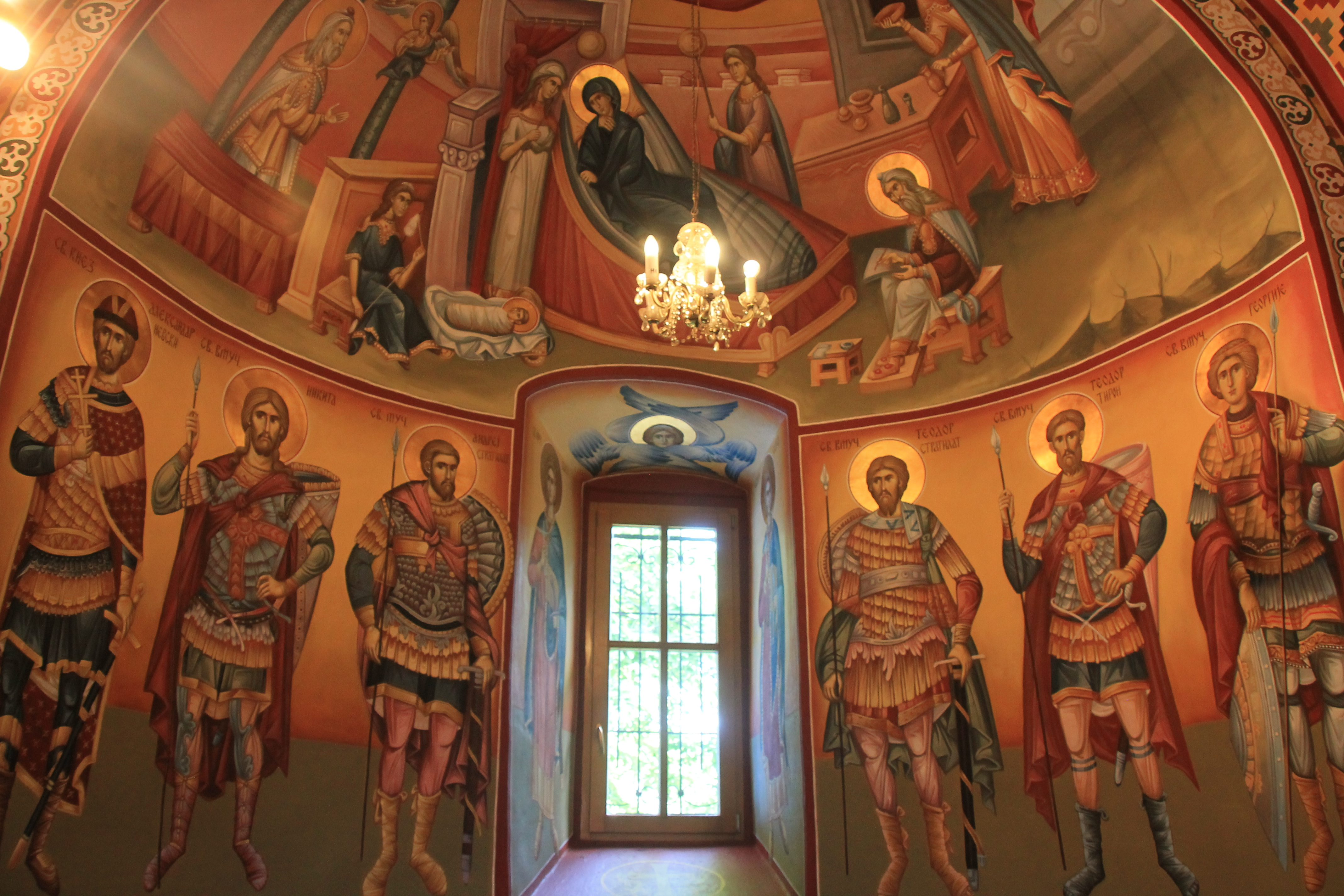
Freske der Hl. Krieger